# دردر
دَردَر جماعت و شهرکی با ۶۵۳۴ نفر جمعیت در ناحیهٔ عینی ولایت سغد است که در شمال غربی کشور تاجیکستان قرار دارد.
گل‌نظر کلدی شاعر تاجیک که سراینده سرود ملی تاجیکستان است در دردر به دنیا آمده است.